# Raymond Petit
Raymond Petit (* 18. Januar 1910 in Remiremont; † 1. Januar 1990 in Nancy) war ein französischer Mittelstreckenläufer, der sich auf die 800-Meter-Distanz spezialisiert hatte.
1934 wurde er mit seiner persönlichen Bestzeit von 1:54,2 min Siebter bei den Leichtathletik-Europameisterschaften in Turin. 1935 wurde er Französischer Meister. Bei den Olympischen Spielen 1936 in Berlin erreichte er das Halbfinale.